# Число Скьюза
Число Скьюза (англ. Skewes number) — наименьшее натуральное число {\displaystyle n}, такое, что, начиная с него, перестаёт выполняться неравенство {\displaystyle \pi (n)<\operatorname {Li} (n)} ,
 где {\displaystyle \pi (n)} — функция распределения простых чисел, а {\displaystyle \operatorname {Li} (n)=\int \limits _{2}^{n}{\frac {dt}{\ln(t)}}} — сдвинутый интегральный логарифм.

## История
В 1914 году Джон Литтлвуд дал неконструктивное доказательство того, что такое число существует.
В 1933 году Стэнли Скьюз оценил это число, исходя из гипотезы Римана, как {\displaystyle \exp ^{3}(79)=e^{e^{e^{79}}}\approx 10^{10^{10^{34}}}} — первое число Скьюза, обозначающееся {\displaystyle \mathrm {Sk} _{1}}.
В 1955 году Стэнли Скьюз дал оценку числа без предположения о верности гипотезы Римана: {\displaystyle \exp ^{4}(7{,}705)=e^{e^{e^{e^{7{,}705}}}}\approx 10^{10^{10^{963}}}} — второе число Скьюза, обозначающееся {\displaystyle \mathrm {Sk} _{2}}. Это одно из самых больших чисел, когда-либо применявшихся в математических доказательствах, хотя и намного меньше, чем число Грэма.
В 1987 году Герман Риел без предположения гипотезы Римана ограничил число Скьюза величиной {\displaystyle e^{e^{27/4}}}, что приблизительно равно 8,185·10370.
По состоянию на 2023 год известно, что число Скьюза заключено между 1019 и 1,3971672·10316 ≈ e727,951336108.